# Prégabaline
La prégabaline (nom commercial : Lyrica) est un médicament utilisé, de manière principale, dans le traitement des douleurs neuropathiques et des crises d'épilepsie partielles. Elle est également utilisée de manière secondaire pour traiter des troubles du stress post-traumatique comme l'anxiété généralisée avec une efficacité égale voire supérieure à celles des benzodiazépines. Elle peut aussi être détournée pour un usage fortement addictif car, à forte dose, elle agit aussi comme un puissant euphorisant.

## Mode d'action
La prégabaline est un dérivé de l'acide γ-aminobutyrique (GABA) et un exemple de gabapentinoïde.

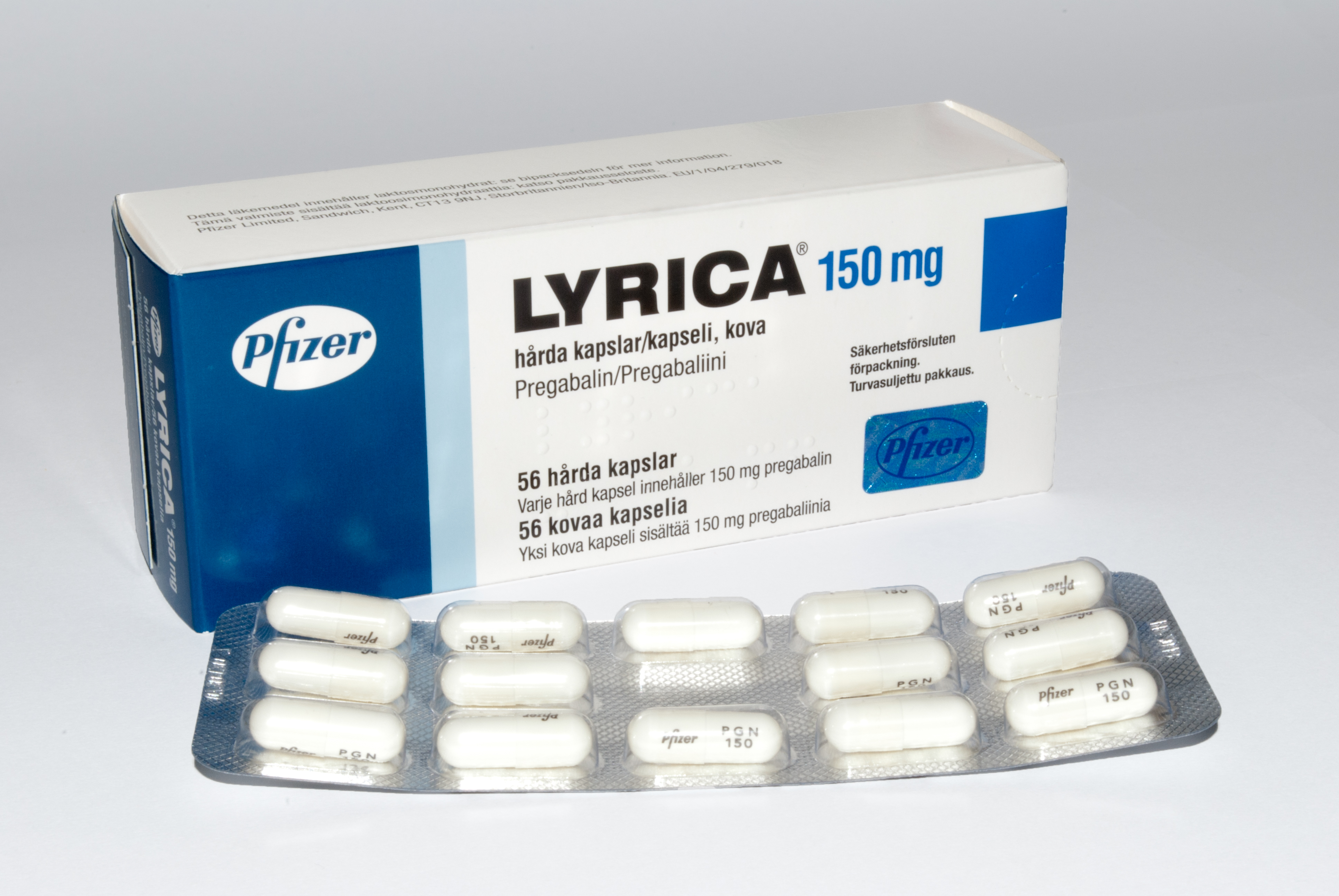

Elle est proche du GABA (analogue du GABA) comme la gabapentine, le GABOB, le baclofène et le phénibut. Il s'agit d'un inhibiteur du canal calcique voltage dépendant, et plus particulièrement de la sous-unité alpha2-delta, au niveau pré-synaptique,. Par ce moyen, elle limite l'influx d'ions positifs dans le neurone cible, ce qui rend sa dépolarisation (l'activation cellulaire) plus difficile. Cette substance n'interagit pas avec le système GABA-ergique, qui est le canal d'action des benzodiazépines et des barbituriques.

## Indications

### Indications principales
La prégabaline est indiquée dans les traitements :
- des douleurs neuropathiques chez l'adulte, notamment pour le traitement de neuropathie diabétique périphérique, des névralgies suivant les infections à Varicella-Zoster. Son efficacité est cependant inconstante, et souvent, modérée[12] ;
- en association pour le traitement des crises d'épilepsie ;
- du trouble anxieux généralisé chez l'adulte (TAG).

### Propriétés anxiolytiques
L’activité anxiolytique de la prégabaline dans les troubles anxieux généralisés, comparé à l'effet placebo, a été démontrée dans sept études en double aveugle d’une durée de 4 à 8 semaines. Elle a aussi été étudiée dans une étude de prévention de la rechute, d'une durée de 6 mois, avec des doses de 150 à 600 mg/j.
Dans une étude menée en Nouvelle-Zélande, la prégabaline orale à des doses de 300  à   600 mg par jour, avait un effet supérieur à celui du placebo et similaire à celui du lorazépam (Temesta) (6 mg par jour), et de l'alprazolam (Xanax) (1,5 mg par jour) dans l'amélioration des symptômes d'anxiété chez les patients présentant un trouble d'anxiété généralisée modéré à grave.
Selon une autre étude menée sur 1 854 patients, la prégabaline a amélioré significativement 13 des 14 symptômes de l'échelle d'anxiété de Hamilton, tandis que le traitement par benzodiazépines (lorazépam et alprazolam) n'en a lui amélioré significativement que cinq.
Toujours lors de cette étude, les benzodiazépines ont un effet de même ampleur sur les symptômes psychiques de l'anxiété (peur pénible sans objet, sans cause, sentiment d'insécurité) que sur les symptômes somatiques (gorge serrée, battements du cœur, souffle court, mains moites, nœuds dans l’estomac, tensions musculaires). La prégabaline a un effet plus important sur les symptômes psychiques que sur les symptômes somatiques.
Enfin, l’activité anxiolytique de la prégabaline a été plus rapide que celle de l’alprazolam ou de la venlafaxine (Effexor), différence qui se manifeste au bout d’une semaine. De plus, la prégabaline (dose initiale de 450 mg / jour) s'est révélée efficace pour prévenir les rechutes de trouble d'anxiété généralisée sur une période de 34 semaines. La prégabaline a été bien tolérée pendant l’augmentation de la posologie en posologie fixe (maximum 600 mg / jour) pendant sept jours.
Globalement, la prégabaline paraît avoir un effet anxiolytique au moins équivalent à celui des benzodiazépines, avec moins de risque de dépendance,.
Les propriétés anxiolytiques de la prégabaline lui valent le surnom de « Nouveau Valium »,, notamment chez les médecins britanniques.

### En tant qu'antidépresseur
Dans une étude citée plus haut, la prégabaline à des doses de 300 à 600 mg était supérieure ou similaire à la venlafaxine [Effexor] (75 mg par jour) dans l'amélioration des symptômes d'anxiété et de dépression chez des patients présentant un trouble d'anxiété généralisée modéré à grave.

### Efficacité dans les troubles bipolaires
Une étude a été menée à Sacramento (Californie) en 2013 sur 58 patients bipolaires présentant un trouble bipolaire résistant aux traitements. Traités en association avec de la prégabaline, 41 % ont répondu positivement ; la prégabaline a produit un effet stabilisateur de l'humeur, un effet antidépresseur ou un effet anti-maniaque.
Aucun des effets secondaires n'a entraîné de complications médicales graves.
Aucun patient n'a abusé de la prégabaline et il n'y a pas eu d'interactions médicamenteuses indésirables malgré une moyenne de 3,3 autres médicaments concomitants.
Les données d'entretien ont révélé que 10 (42 %) des 24 patients ayant déjà répondu à la prégabaline en phase aiguë, prenaient encore de la prégabaline en tant que médicament d'appoint pendant plus de 3 ans (45,2 mois en moyenne).

### Potentiel hypnotique
Plusieurs études se sont penchées sur l'influence du produit sur le sommeil, et son potentiel en tant qu'alternative aux hypnotiques classiques comme le triazolam. La prégabaline s'avère efficace pour assister le sevrage des utilisateurs dépendants aux somnifères, avec une amélioration globale de la qualité du sommeil. Son influence sur les rythmes du sommeil est différente, avec une prolongation globale des stades 2 et 3 puis une certaine réduction des cycles paradoxaux, avec une variabilité des effets en fonction des dosages. Le potentiel hypnotique de la prégabaline semble inférieur à celui des produits actuellement utilisés, mais elle pourrait efficacement promouvoir le sommeil en tant que remède à d'autres maux (tels que l'anxiété) qui causent l'insomnie chez les personnes concernées.

## Effets indésirables
Dans l'étude citée ci-dessus, les vertiges et la somnolence, généralement d'intensité légère à modérée, étaient les effets indésirables les plus fréquents, survenant chez une personne sur dix.
Dans une autre étude, il a été montré que la prégabaline était bien tolérée et associée à des effets indésirables (ataxie, vertiges, mal de tête et somnolence) légers à modérés et généralement transitoires. Comme pour tout médicament, les risques de ressentir ces effets ainsi que leur gravité dépendent fortement des quantités consommées.
Des suicides et automutilations lui sont imputés ; elle en augmenterait en effet la fréquence chez les patients à risque. Le potentiel de surdose de cette molécule serait cependant limité comparé à celui des autres anxiolytiques.
En cas de prise avec un opioïde, benzodiazépine ou un alcool, le risque de dépression respiratoire mortelle augmente.
Chez les personnes consommant 600 mg par jour, jusqu'à 14% d'entre-eux ont une prise de poids attribuable à la pregabaline.

## Posologie
La posologie varie de 150 à 600 mg par jour en 2 ou 3 prises, avec une grande variabilité en fonction du traitement dans lequel elle est consommée.

## Pharmacocinétique
L’absorption digestive est rapide avec un pic de concentration atteint en une heure. La demi-vie d'élimination est d'environ 6h, mais peut dans des cas d'insuffisance rénale être supérieure. Elle est excrétée par les urines et n'a que peu d'interactions médicamenteuses.

## Sevrage
Après interruption d'un traitement par la prégabaline, des symptômes de sevrage ont été observés chez certains patients. Il est donc recommandé de diminuer progressivement les doses sur au moins une semaine. Néanmoins, dans une étude menée à Auckland (Nouvelle-Zélande) en 2006, ce médicament n'a pas été associé à un syndrome de sevrage médicamenteux cliniquement significatif pendant une période de réduction progressive d'une semaine après un traitement à double insu de 4 ou 6 semaines.

## Abus et dépendances en hausse
Augmentation des abus et dépendances en France avec falsification d'ordonnances (selon ANSM 2019, dans l'UE et aux États-Unis, où il serait un des 10 médicaments les plus vendus en 2017) ; au Royaume-Uni l'accès a été restreint en 2019.
La prégabaline est parfois utilisée comme drogue récréationnelle. Ses utilisateurs rapportent qu'elle fournirait un effet proche de l'ébriété, voire des hallucinations en cas de forte dose.
Depuis le 24 mai 2021, sa prescription, en France, doit se faire sur ordonnance sécurisée, pour une durée de prescription de 6 mois maximum.

## Commercialisation
La Northwestern University a inventé la prégabaline et en détient le brevet, accordant une licence exclusive à Pfizer pour la molécule. La prégabaline a connu un véritable succès commercial (avec des milliards de dollars de chiffre d'affaires), et en 2006 l'université a recueilli plus de 70 millions de dollars provenant des ventes du Lyrica (nom commercial de la prégabaline).
En France, son autorisation de mise sur le marché date du 6 septembre 2004, et la molécule produite par le laboratoire pharmaceutique Pfizer est commercialisée sous le nom Lyrica. Elle est également un médicament générique produit par de nombreux fabricants.